# Dombeya digyna
Dombeya digyna är en malvaväxtart som beskrevs av Bénédict Pierre Georges Hochreutiner. Dombeya digyna ingår i släktet Dombeya och familjen malvaväxter. Inga underarter finns listade i Catalogue of Life.